# كيفن سوليفان (مخرج)
كيفن سوليفان هو كاتب سيناريو ومنتج أفلام ومخرج كندي، ولد في 1955 في تورونتو في كندا.

## وصلات خارجية
- كيفن سوليفان على موقع IMDb (الإنجليزية)
- كيفن سوليفان على موقع ألو سيني (الفرنسية)
- كيفن سوليفان على موقع أول موفي (الإنجليزية)
- كيفن سوليفان على موقع قاعدة بيانات الأفلام السويدية (السويدية)
- كيفن سوليفان على موقع قاعدة بيانات الفيلم (الإنجليزية)
- كيفن سوليفان على موقع كينوبويسك (الروسية)